# At (waluta)

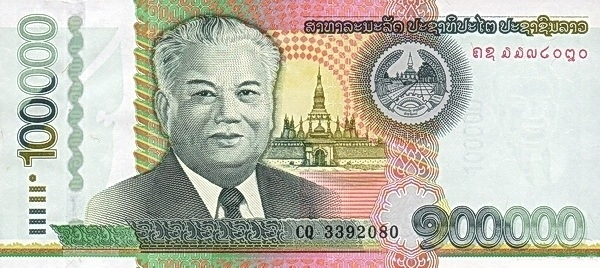
Banknot o nominale 100000 kipów

At (lo. ອັດ, ang. att) – zdawkowa jednostka monetarna używana w Laosie. Sto atów równe jest jednemu kipowi.
W następstwie ustanowienia Królestwa Laosu, wycofania piastry indochińskiej i wprowadzenia kipa, wydano monety 10, 20 i 50 atów/centów z datą 1952. Monety zostały wybite w aluminium i posiadały otwór w środku.
Po obaleniu monarchii i dwóch kolejnych reformach walutowych, ponownie wprowadzono do obiegu monety 10, 20 i 50 atów. Monety te, datowane na 1980, zostały również wybite w aluminium. Przedstawiają motywy związane z rolnictwem.
Przed uzyskaniem niepodległości przez Laos, ruch wyzwoleńczy Lao Issara wydawał w latach 1945-1946 papierowe środki płatnicze o nominale wyrażonym w trzech walutach, w tym również w atach.